# Advances in Cancer Research
Advances in Cancer Research, abgekürzt Adv. Cancer Res., ist eine wissenschaftliche Fachzeitschrift, die vom Elsevier-Verlag veröffentlicht wird. Derzeit erscheint die Zeitschrift mit vier Ausgaben im Jahr.
Der Impact Factor lag im Jahr 2016 bei 6,267. Nach der Statistik des ISI Web of Knowledge wird das Journal mit diesem Impact Factor in der Kategorie Onkologie an 29. Stelle von 217 Zeitschriften geführt.